# Liste der Kellergassen in Wildendürnbach
Die Liste der Kellergassen in Wildendürnbach führt die Kellergassen in der niederösterreichischen Gemeinde Wildendürnbach an.
| Foto |                 | Kellergasse                | Standort                                    | Beschreibung |
| ---- | --------------- | -------------------------- | ------------------------------------------- | --- |
| BW   | Datei hochladen | Burgstallweg               | KG: Neuruppersdorf Standort                 | Die einseitige Einzelkellergasse liegt in Hanglage am östlichen Ortsrand. Auf 150 Metern Länge befinden sich 16 Gebäude, davon vier Um- oder Neubauten, teils giebelständig, teils in Schildmauerform. |
| BW   | Datei hochladen | Gaisberg - nördlicher Teil | KG: Neuruppersdorf Standort                 | Das Kellergassensystem liegt in Hanglage im südlichen Hintaus. Auf einer Gesamtlänge von 350 Metern befinden sich 37 Gebäude, davon acht Um- oder Neubauten. Die Mehrheit der Keller ist giebelständig, ein Drittel erneuerungsbedürftig. |
| BW   | Datei hochladen | Gaisberg - südlicher Teil  | KG: Neuruppersdorf Standort                 | Die einseitige Einzelkellergasse liegt in Hanglage am südöstlichen Ortsrand. Auf 150 Metern Länge befinden sich 15 Gebäude, davon drei Um- oder Neubauten, teils mit Wohnnutzung. Die Keller sind mehrheitlich giebelständig; mehr als die Hälfte ist erneuerungsbedürftig oder verfallen. |
| BW   | Datei hochladen | Grimm                      | KG: Neuruppersdorf Standort                 | Die einseitige Einzelkellergasse befindet sich im südwestlichen Hintaus. Auf 200 Metern Länge befinden sich 28 Keller, die Hälfte davon giebelständig, ein Drittel erneuerungsbedürftig. |
| BW   | Datei hochladen | Waldstätten                | KG: Neuruppersdorf Standort                 | Das Kellergassensystem liegt in Hanglage östlich außerhalb des Orts. Schmidbaur zählte auf einer Gesamtlänge von 500 Metern 41 Gebäude, davon vier Um- oder Neubauten. Die Keller sind mehrheitlich giebelständig, etwa die Hälfte ist erneuerungsbedürftig. Anmerkung: Tatsächlich dürften sich hier noch etwas mehr Keller befinden als von Schmidbaur angegeben. Denn das Kellergassensystem befindet sich innerhalb eines gedachten Dreiecks mit einer Seitenlänge von je etwa 450 Metern; die von Schmidbaur mit 500 Metern angegebene Gesamtlänge ist also zu gering. |
| BW   | Datei hochladen | Pottenau                   | KG: Pottenhofen Standort                    | Das Kellergassensystem liegt in Hanglage südlich außerhalb des Orts. Auf einer Fläche von etwa 250 mal 200 Metern befinden sich 114 Gebäude, davon acht Um- oder Neubauten. Die Mehrheit der Keller ist giebelständig; knapp ein Drittel ist erneuerungsbedürftig oder verfallen. |
| ja   | Datei hochladen | Galgenberg                 | KG: Wildendürnbach, Neuruppersdorf Standort | Das Kellergassensystem befindet sich nordöstlich weit außerhalb von Wildendürnbach in Hügellage rund um den Galgenberg. Einige wenige Keller am Ostrand des Galgenbergs liegen auf dem Gebiet der Katastralgemeinde Neuruppersdorf. Auf 1500 Metern Gesamtlänge befinden sich 162 Gebäude, davon 18 Um- oder Neubauten. Etwa die Hälfte der Keller ist giebelständig; knapp ein Drittel ist erneuerungsbedürftig. |
| ja   | Datei hochladen | Vorstadt                   | KG: Neuruppersdorf, Wildendürnbach Standort | Die beidseitige Einzelkellergasse liegt in Hanglage nordöstlich außerhalb von Wildendürnbach; der größere, östliche Teil der Kellergasse befindet sich dabei auf dem Gebiet der Katastralgemeinde Neuruppersdorf. Auf 120 Metern Länge befinden sich 13 Keller. |

| Foto:                    | Fotografie der Kellergasse (Gesamtheit). Klicken des Fotos erzeugt eine vergrößerte Ansicht. Daneben finden sich zwei Symbole: \| Weitere Bilder vorhanden \| Das Symbol bedeutet, dass weitere Fotos des Objekts verfügbar sind. Durch Klicken des Symbols werden sie angezeigt. \| \| Eigenes Foto hochladen \| Durch Klicken des Symbols können weitere Fotos des Objekts in das Medienarchiv Wikimedia Commons hochgeladen werden. \| |
| Name:                    | Bezeichnung der Kellergasse |
| Standort:                | Es ist die Katastralgemeinde (KG) angegeben. Durch Aufruf des Links Standort wird die Lage der Kellergasse in verschiedenen Kartenprojekten angezeigt. |
| Beschreibung             | Kurze Beschreibung der Kellergasse |
| Weitere Bilder vorhanden | Das Symbol bedeutet, dass weitere Fotos des Objekts verfügbar sind. Durch Klicken des Symbols werden sie angezeigt. |
| Eigenes Foto hochladen   | Durch Klicken des Symbols können weitere Fotos des Objekts in das Medienarchiv Wikimedia Commons hochgeladen werden. |